# Lepnica czerwona

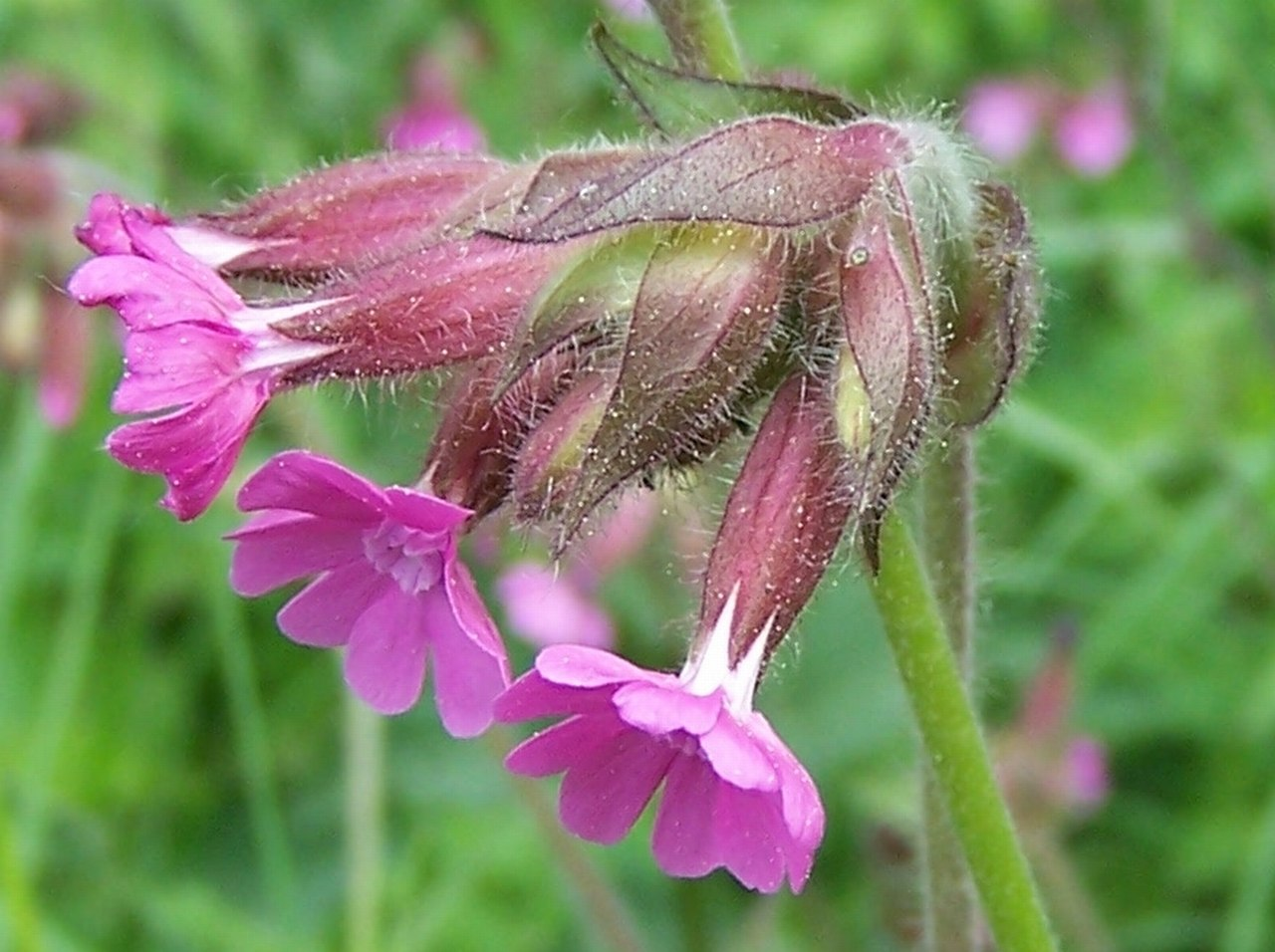
Kwiaty

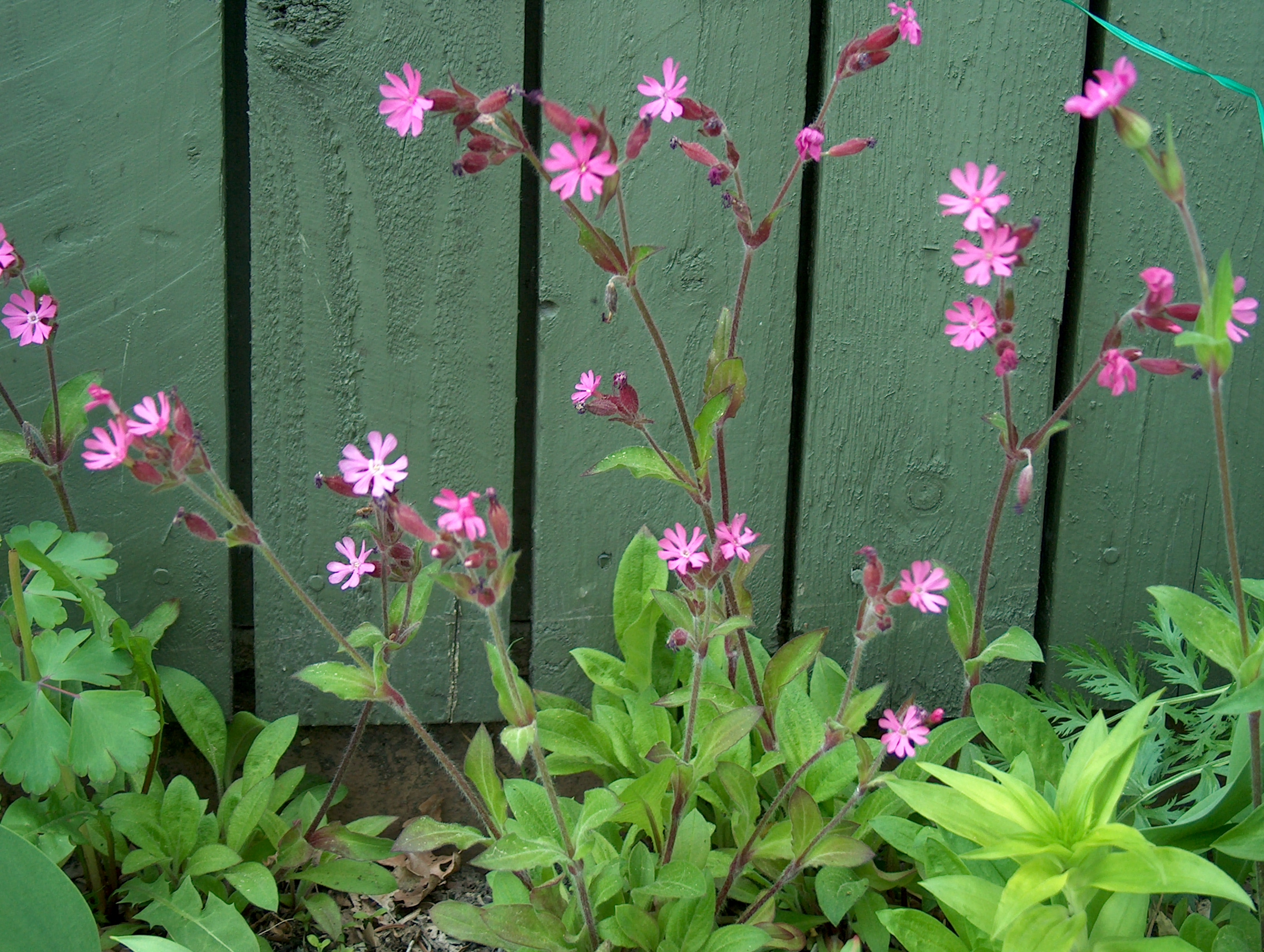
Pokrój

Lepnica czerwona, bniec czerwony (Silene dioica (L.) Clairv.) – gatunek rośliny z rodziny goździkowatych. Występuje na większości obszaru Europy i w Afryce Północnej (Maroko). W Polsce pospolity. 

## Systematyka
Gatunek w XX wieku na ogół klasyfikowany był do rodzaju bniec Melandrium jako M. rubrum. Kryteria morfologiczne, które były podstawą dla wyróżniania tego rodzaju, okazały się sztuczne. Badania molekularne ujawniły, że grupa Melandrium w tradycyjnym ujęciu zagnieżdżona jest w obrębie rodzaju Silene. Blisko spokrewniona grupa gatunków dwupiennych łączona jest nadal pod nazwą Melandrium, ale w randze sekcji w ramach Silene subgenus Behenantha (Otth) Endl.

## Morfologia
PokrójRoślina zielna o wysokości 60–100 cm, cała pokryta miękkimi włoskami, częściowo gruczołowymi.
ŁodygaPojedyncza, prosto wzniesiona, owłosiona, w górnej części silnie rozgałęziona i gruczołowato owłosiona.
LiścieCiemnozielone. Liście odziomkowe zebrane w różyczkę, odwrotnie jajowate, zaostrzone, krótkoogonkowe. Górne liście siedzące.
KwiatyJednopłciowe (roślina dwupienna), krótkoszypułkowe purpurowoczerwone, rzadko białe i zebrane w wierzchotkę. Kielich długo owłosiony, zielonoczerwony. Płatki korony odwrotnie jajowate, głęboko wcięte, długości do 2,5 cm. Kielich kwiatów męskich jest podługowaty o 10 nerwach, kwiaty żeńskie mają silnie rozdęty kielich o 20 nerwach. Pylników jest 10 i zrośnięte są podstawami tworząc rurkę wokół słupka.
OwocOtwierająca się 10 ząbkami torebka zawierająca liczne kuliste nasiona.

## Biologia i ekologia
Roślina jednoroczna lub dwuletnia, hemikryptofit. Kwitnie od kwietnia do lipca, czasem do września. Kwiaty otwarte są jedynie w ciągu dnia, zapylane są przez motyle. Nasiona wytrząsane są z owoców i rozsiewane przez wiatr.
Rośnie na wyżynach, w górach, rzadziej na niżu. Preferuje miejsca cieniste, gleby żyzne, wilgotne, zasobne w azot. Jest rośliną wskaźnikową występowania w glebie miedzi i metali ciężkich. 
Gatunek związany jest z wilgotnymi lasami liściastymi różnego rodzaju, skrajami lasów, wilgotnymi łąkami śródleśnymi, brzegami strumieni, rzadziej łąkami górskimi. 
Liczba chromosomów 2n = 24.